# Krempel (Geestland)

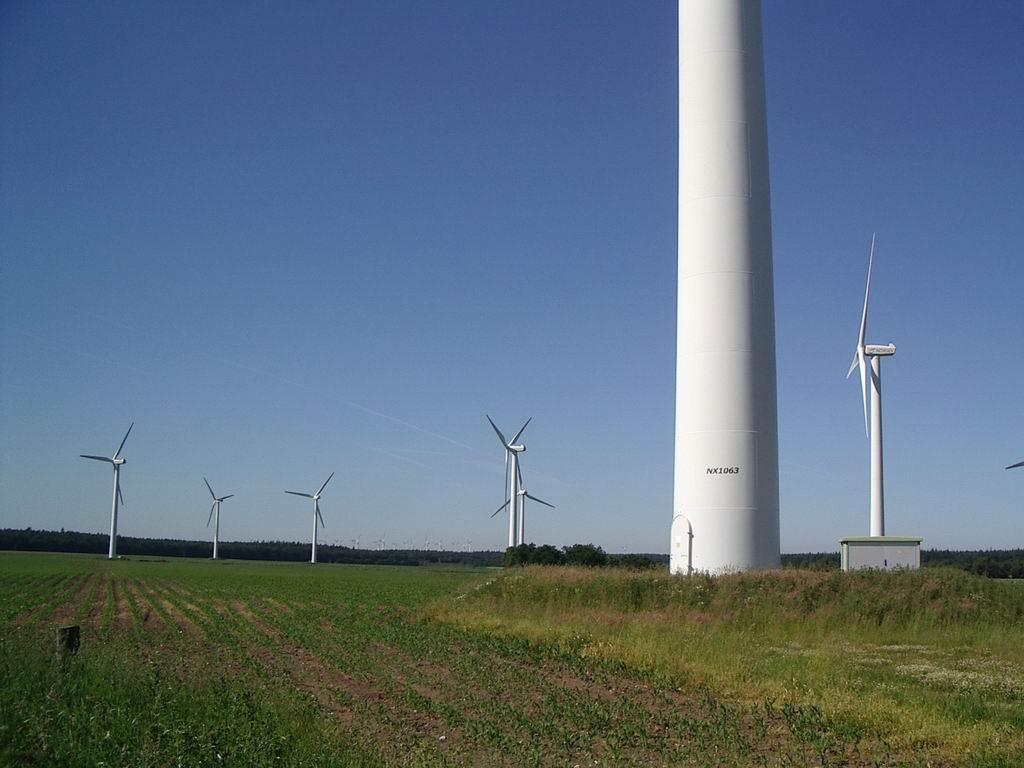
Landschaft an der Hohen Lieth bei Krempel

Krempel (niederdeutsch Krümpel) ist eine Ortschaft in der Stadt Geestland im niedersächsischen Landkreis Cuxhaven.

## Geografie

### Lage
Das Dorf liegt an der Landesstraße 118 zwischen Neuenwalde und Wanna wenige Kilometer östlich von der Bundesautobahn 27.

### Nachbarorte
| Midlum (Gemeinde Wurster Nordseeküste) | Wanhöden (Gemeinde Wurster Nordseeküste)    | Wanna (Samtgemeinde Land Hadeln) |
|                                        | Kompassrose, die auf Nachbargemeinden zeigt |                                  |
|                                        | Neuenwalde                                  |                                  |

(Quelle:)

## Geschichte
Krempel war ursprünglich ein Heidedorf, dessen Bewohner von Schaf- und Bienenzucht sowie vom Torfhandel lebten. 1906 bekam das Dorf die erste Telefonanlage und eine Posthilfsstelle. An das Stromnetz wurde der Ort 1921, an das öffentliche Wassernetz erst 1960 angeschlossen. Die Ortschaft wurde 1986 ins Dorferneuerungsprogramm aufgenommen, was zu Verbesserungen der Agrarstruktur und Lebensqualität führte. Resultate waren auch die Neugestaltung der Ortsdurchfahrt und Begrünungen.
Der Ort gehörte ursprünglich zum Amt Neuenwalde, lediglich unterbrochen in der Franzosenzeit, wo das Dorf der neugebildeten Commune Neuenwalde im Kanton Dorum zugeordnet wurde. Später gehörte Krempel zum Amt Bederkesa (1852–1859) beziehungsweise zum Amt Lehe (1859–1885). Mit der Einführung der Kreise lag der Ort im Kreis Lehe (1885–1932), Wesermünde (1932–1977) und Cuxhaven (1977–Dato). Den Status einer Landgemeinde bekam das Dorf im Jahre 1840.

### Eingemeindungen
Krempel war von 1971 bis 1974 eine Mitgliedsgemeinde der Samtgemeinde Neuenwalde.
Seit der Gebietsreform in Niedersachsen, die am 1. März 1974 stattfand, gehörte Krempel zur Gemeinde, ab 1990 Stadt Langen. Diese schloss sich zum 1. Januar 2015 mit den Gemeinden der Samtgemeinde Bederkesa zur neuen Stadt Geestland zusammen.

### Einwohnerentwicklung
| Jahr | Einwohner | Quelle |
| ---- | --------- | ------ |
| 1910 | 228       | [ 6 ]  |
| 1925 | 265       | [ 7 ]  |
| 1933 | 308       | [ 7 ]  |
| 1939 | 320       | [ 7 ]  |
| 1950 | 509       | [ 8 ]  |

| Jahr | Einwohner | Quelle |
| ---- | --------- | ------ |
| 1956 | 467       | [ 8 ]  |
| 1961 | 482       | [ 9 ]  |
| 1970 | 482       | [ 9 ]  |
| 1973 | 515       | [ 10 ] |
| 2017 | 528       | [ 2 ]  |

|  |

## Politik

### Ortsrat
Der Ortsrat von Krempel setzt sich aus fünf Ratsmitgliedern der folgenden Parteien zusammen:
- CDU: 3 Sitze
- Krempeler Liste: 2 Sitz

(Stand: Kommunalwahl 11. September 2021)

### Ortsbürgermeister
Der Ortsbürgermeisterin von Krempel ist Tina Gassau (CDU). Ihre Stellvertreterin ist Martina Butt (CDU).

### Wappen
Der Entwurf des Kommunalwappens von Krempel stammt von dem Heraldiker und Wappenmaler Albert de Badrihaye, der zahlreiche Wappen im Landkreis Cuxhaven erschaffen hat.
| Wappen von Krempel | Blasonierung: „In Silber eine sechzehnstrahlige rote Sonne über einem schwarzen, mit einer silbernen Henkelurne belegten Hügel.“                             |
| Wappen von Krempel | Wappenbegründung: Die Sonne über dem Hügel weist auf den „Sonnenberg“, das Wahrzeichen der Gemeinde hin. Die Henkelurne erinnert an die vorzeitlichen Funde. |

## Kultur und Sehenswürdigkeiten
Bauwerke
- Die Hohensteine (auch Midlum 2 genannt) sind ein Großsteingrab nordwestlich von Krempel bei Midlum.

## Infrastruktur
- Gewerbegebiet Sonnenberg (Lage): In den 1960er Jahren militärisch genutztes Areal mit stationierten HAWK-Flugabwehrraketen, danach Solarpark der IFE-Eriksengruppe: 10.000 Solarmodulen mit einer Leistung von 2,3 Megawatt Strom auf 11 Hektar Fläche; in frühgeschichtlicher Zeit besiedelt.[14][15][16]
- Alte Schule von 1910, nach Umbau Feuerwehrhaus
- TSV Krempel: Tischtennis und Fußball in Spielgemeinschaften